# Anselmo González del Valle
Anselmo González del Valle y González-Carvajal (La Habana, 26 de octubre de 1852-Oviedo, 15 de septiembre de 1911) fue un compositor, pianista y recopilador de canciones y música popular asturianas cubanohispano. Fue hermano del poeta Emilio Martín González del Valle y Carvajal, I Marqués de la Vega de Anzo.

## Biografía
Era hijo de Anselmo González del Valle y Fernández Roces, empresario ovetense emigrado a Cuba donde se enriqueció, lo que le permitió dedicarse por entero a su gran afición, la música, aunque había estudiado Leyes en la Universidad de Oviedo.
En 1883 la Academia de las Bellas Artes de San Salvador de Oviedo creó la Escuela Provincial de Música debido su iniciativa y mecenazgo. En 1892 él mismo fue nombrado presidente de la academia, donde además fundó y mantuvo una cátedra de violín.
En su palacio de Oviedo se daban cita aficionados y músicos locales, como Saturnino del Fresno, Víctor Sáenz y Baldomero Fernández, y se discutía, se estudiaba y se ejecutaban piezas de música. Guardaba una buena colección de instrumentos y una biblioteca musical de más de 20.000 volúmenes.
Estas reuniones son el origen de la Sociedad Filarmónica de Oviedo, fundada en 1907, de la que fue socio fundador y nombrado Presidente Honorario.
Falleció en Oviedo el 15 de septiembre de 1911

## Enlaces recomendados
- Una biografía de Anselmo González del Valle (1852 – 1911)

- Anselmo González del Valle y Cangas del Narcea. La modernización del vino de Cangas, 1878 – 1901

- La calle de Anselmo del Valle (antigua calleja de Reigada)

- Datos: Q2877702